# Lagoa (Vila Nova de Famalicão)
Lagoa é uma povoação portuguesa do Município de Vila Nova de Famalicão que foi sede da extinta Freguesia de Lagoa, freguesia que tinha 2,95 km² de área e 911 habitantes (2011), e, por isso, uma densidade populacional de 308,8 hab/km². 
A Freguesia de Lagoa foi extinta em 2013, no âmbito de uma reforma administrativa nacional, tendo sido agregada à Freguesia de Avidos para formar uma nova freguesia denominada União das Freguesias de Avidos e Lagoa.

## População
| População da freguesia de Lagoa | População da freguesia de Lagoa | População da freguesia de Lagoa | População da freguesia de Lagoa | População da freguesia de Lagoa | População da freguesia de Lagoa | População da freguesia de Lagoa | População da freguesia de Lagoa | População da freguesia de Lagoa | População da freguesia de Lagoa | População da freguesia de Lagoa | População da freguesia de Lagoa | População da freguesia de Lagoa | População da freguesia de Lagoa | População da freguesia de Lagoa |
| ------------------------------- | ------------------------------- | ------------------------------- | ------------------------------- | ------------------------------- | ------------------------------- | ------------------------------- | ------------------------------- | ------------------------------- | ------------------------------- | ------------------------------- | ------------------------------- | ------------------------------- | ------------------------------- | ------------------------------- |
| 1864                            | 1878                            | 1890                            | 1900                            | 1911                            | 1920                            | 1930                            | 1940                            | 1950                            | 1960                            | 1970                            | 1981                            | 1991                            | 2001                            | 2011                            |
| 358                             | 353                             | 358                             | 366                             | 365                             | 362                             | 391                             | 458                             | 476                             | 530                             | 703                             | 831                             | 902                             | 890                             | 911                             |